# 重庆市郊铁路合永线
重慶市郊铁路合永線是合川至永川的鐵路工程，簡稱“合永線”，一期工程简称“合大線”，实施合川（黄泥坝）至大足（邮亭鎮）段。线路正线长100.771km，相关联络线累计长约3.566km。全线近期新建袁家桥、棠香、铜梁、土桥、万古、大足北、龙水、双桥、邮亭、九滩、青峰、永川南等车站。正线数目为单线，设计行车速度为160km/h。
项目工程总投资79.58亿元。建设工期为48个月，目前该项目处在前期可研论证阶段。

## 历史

### 背景
重庆市人民政府办公厅发布《关于做好2019市级重大项目实施有关工作的通知》中公布的年度前期准备项目就提及到合大线市郊铁路。该铁路项目法人为重庆市铁路（集团）有限公司，牵头单位为重庆市交通局，称将在2019年展开前期工作。这条铁路从合川至大足然后到永川，也就组成了完整的重庆铁路二环线，然后在永川接既有的成渝铁路。

### 规划阶段
合川至大足将于2020年开工建设时速160km/h的市郊铁路。